# Phanes

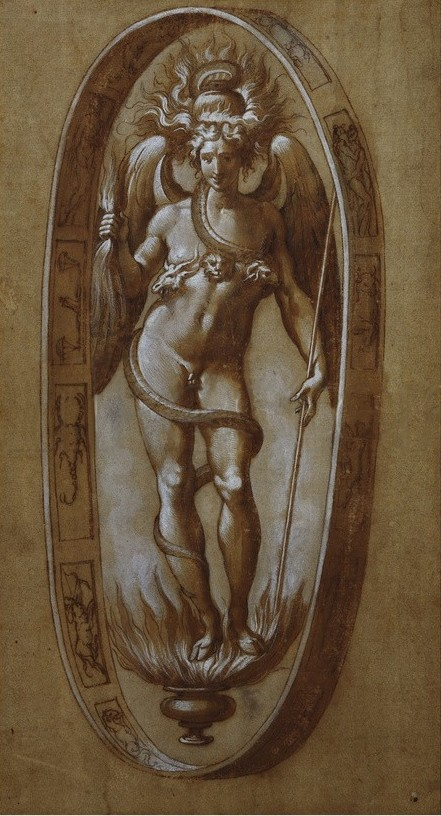
Rappresentazione di Phanes del XVI secolo di Francesco de' Rossi.

Phanes o Fanes, (in greco antico: Φάνης?, Phánēs, "luce"), chiamato anche Protogono ("il primo nato") e Erikepaios ("donatore di vita"), era una divinità primigenia della procreazione e dell'origine della vita nella cosmogonia orfica. 
Emerso agli albori dell'universo dall'uovo cosmico deposto da Chronos (il Tempo) e Ananke (la Necessità), quale principio primo ed unico,  da esso si generò tutto, o si rigenerò tutto.
Phanes fu il primo re dell'universo, finché, disinteressato al dominio (perché era già "tutto"), passò lo scettro a sua figlia Notte, che a sua volta lo cedette a Urano.
Un mito riportato nel papiro di Derveni è che Zeus dovette inghiottire Phanes per acquisirne il potere cosmico e diventare definitivamente il nuovo re dell'universo, pertanto è talvolta associato a Meti. Quale potenza creatrice e dio primigenio, dalle ali d'oro, veniva anche equiparato ad Eros. Si rivelò al cosmo grazie alla splendore della luce, che emanava (da cui deriva il suo nome) con le sembianze di un bel giovane, con quattro occhi, e dalle ali d'oro, sebbene normalmente si celasse agli dei stessi, invisibile o standosene ai limiti del creato. Talvolta, richiamando il mito orfico della generazione dell'uovo cosmico, veniva rappresentato avvolto da spire di serpente e con tre teste (ariete, toro e leone) o di più animali che emergevano dal suo busto.